# Boruto Uzumaki
Boruto Uzumaki (うずまきボルト Uzumaki Boruto?), es el personaje protagonista principal de la serie del manga y anime Boruto: Naruto Next Generations, y el manga Boruto: Two Blue Vortex. El personaje tiene continuidad por medio de la obra desarrollada por Mikio Ikemoto y Ukyō Kodachi (vol. 1-13), la cual comenzó a publicarse el 9 de mayo de 2016, sin embargo, su concepto fue originalmente creado por el mangaka Masashi Kishimoto, quien supervisa la historia de dicho proyecto, junto con el escritor e ilustrador Mikio Ikemoto.
Posteriormente, el 17 de diciembre de 2016, en el estand de Naruto y Boruto durante el festival de Jump Festa, fue anunciado que la serie de manga iniciaría un proyecto de anime, confirmándose posteriormente como una adaptación del manga presentando una historia original. Esta sería supervisada por Ukyō Kodachi, y codirigida por Noriyuki Abe y Hiroyuki Yamashita, con Makoto Uezu como compositor de la serie, la animación producida por Pierrot, diseño de personajes por Tetsuya Nishio y Hirofumi Suzuki, la música co-compuesta por Takanashi Yasuharu y -yaiba-. Fue estrenada a través de TV Tokyo el 5 de abril de 2017.

## Personalidad
Boruto es un Genin de la Aldea Oculta de la Hoja. Es hijo de Naruto Uzumaki y Hinata Hyūga y hermano mayor de Himawari Uzumaki. Además es miembro del Equipo Konohamaru junto a Sarada Uchiha y Mitsuki. 
Muestra gran amor a su madre y es muy parecido a su padre, heredando su cabello rubio y ojos azules. Posee tres flequillos largos que se ciernen sobre la frente y el resto del pelo se ensancha a los lados y en la espalda. De su madre, Boruto heredó la forma de los ojos y la cara, Al igual que su padre en su juventud, Boruto es exuberante, temerario y no le presta atención a las formalidades o posiciones sociales con la diferencia en que no esta interesado en convertirse en Hokage. Se muestra como alguien muy confiado y seguro de sus habilidades como ninja y tiene inclinación hacia las bromas, dentro de la aldea con el objeto de recibir la atención de Naruto quien se encuentra muy ocupado en el desarrollo y cumplimiento de sus labores diarias como Hokage; al igual que su padre y abuela paterna, Boruto tiene un tic verbal, "dattebasa" (だってばさ).
En su adolescencia, Boruto es alguien más frío y sarcástico. A diferencia de su padre, no tiene empatía ni compasión por los villanos, simplemente los ve como enemigos a los que vencer. Tiene muy en claro a quiénes quiere proteger y lleva las enseñanzas de su maestro Sasuke Uchiha consigo para llevar a cabo su meta de salvar su vínculo con Kawaki, y recuperar su vida y su identidad.

## Apariencia
Boruto es muy parecido a su padre, heredando su cabello rubio y ojos azules. Posee tres flequillos largos que se ciernen sobre la frente y el resto del pelo se ensancha a los lados y en la espalda, además de que posee un Ahoge en la parte superior de su cabeza que se asemeja al tallo de una hoja. De su madre, Boruto heredó la forma de los ojos y la cara. Además, otra cosa heredada de su padre fueron unas marcas de bigotes en sus mejillas pero con la diferencia de que son solo dos. 
Para el tiempo en que su padre aún no era Hokage, Boruto utilizaba un chándal negro que tenía el símbolo del fuego en el pecho izquierdo. Llevaba unos pantalones de color negro con rayas rojas a los lados, además en la parte posterior de su chándal llevaba un símbolo parecido al de un perno, también llevaba sandalias planas de color blanco. Posterior a esto, cuando su padre se convirtió en Hokage, Boruto empezó a utilizar un chándal negro corto abierto con el cuello alto, con fondo rosa, así como rayas rosas en las mangas y en la parte de las caderas. Llevaba una camisa blanca bajo el chándal y un collar con un tornillo haciendo una referencia a su nombre. Además de pantalones negros y las típicas sandalias ninja color negro. 
Años después, empieza a utilizar un chándal negro más largo y decide cambiar por sandalias altas. Posterior a esto, ya como un Genin, empezó a utilizar la Banda ninja de Konohagakure en la frente y botas de punta abierta negras. En un momento utiliza el chándal naranja original de su padre y de manera abierta de la misma forma que su chándal negro original. De igual forma, utilizó la Banda ninja rasgada de Sasuke Uchiha. Después de su enfrentamiento con Momoshiki Ōtsutsuki, Boruto cubrió su brazo derecho con vendas debido a unas lesiones ocurridas durante la batalla. 
Al derrotarlo, Momoshiki marca en Boruto el Kāma, el cual le permitirá revivir en el Uzumaki luego que su descompresión se complete. Cuando el Kāma se activa en Boruto, su marca negra en forma de rombo, brota de su mano derecha en forma de líneas irregulares, recorriendo su brazo hasta llegar a su ojo derecho y terminar en pico, impregnándose de esta forma en su cuerpo como si fuera un tatuaje. Además, este brilla reflejando el color azul.
Cuando Boruto queda inconsciente y Momoshiki toma el control de su cuerpo, el Kāma se expande por la parte derecha de su cuerpo al igual que antes, solo que ahora cambia el grosor de las líneas y estas se fusionan con los bigotes que tiene Boruto en sus cachetes, afectándolos a estos también. Al cuerpo de Boruto le crece un cuerno Otsutsuki derecho, haciendo que uno de sus mechones de pelo delanteros característicos, quede escondido por el mismo. El Karma ahora va desde su mano derecha hasta la parte superior del cuerno, y se mantiene brillando constantemente de color azul. Además, por la presencia de Momoshiki, el ojo derecho de Boruto es ahora reemplazado por un Byakugan que corresponde al Otsutsuki.
Hacia el final de Boruto: Naruto Next Generations, en un intento por salvar a su compañera Sarada Uchiha de ser herida por Kawaki, Boruto recibe una cicatriz en su ojo derecho, tratándose de una línea recta que va desde la mitad superior de su banda ninja (anteriormente rasgada) hasta debajo de su ojo. Ahora su banda ninja, que anteriormente pertenecía a Sasuke Uchiha, posee dos rasgaduras que forman una cruz en la parte derecha de la misma.
Tres años más tarde, la cara de Boruto ahora es más alargada, aunque sigue manteniendo los rasgos compartidos con su padre, como son el color de cabello y ojos, además de sus bigotes. El único cambio es en la forma de su cabello, ya que ahora posee más cortos los mechones delanteros y en lugar de tener 3 como en su infancia, posee solo 2. 
En cuanto a vestimenta, al convertirse en ninja renegado, Boruto heredaría el look de su maestro Sasuke Uchiha, utilizando una chaqueta negra con el símbolo de su clan en la espalda, con una camisa blanca abierta (dejando en evidencia la cicatriz de su Kāma) debajo, llevando unos pantalones negros, dos cinturones marrones y unas botas negras similares a las que usaba a sus 12 años; y completando su conjunto cubriéndose con una capa parecida a la de su maestro Sasuke, solo que siendo de color rosa en su interior. En cuanto a accesorios, Boruto hace uso de ellos para representar todo lo que lo identifica, llevando 2 collares: uno con el símbolo del clan Uzumaki y otro siendo su clásico collar de perno que hace referencia a su nombre; además utiliza varios pines en su chaqueta negra, de los cuales se puede deducir que corresponden a los siguientes símbolos: Konoha (la aldea a la cual pertenece), girasol (en referencia a su hermanita Himawari), perno (el símbolo que utilizaba en su chándal negro cuando aun asistía a la Academia Ninja, que hace referencia a su nombre), y un último símbolo que aun no se deduce cuál puede ser su significado. Para dar el toque final a su conjunto, utiliza la mítica banda ninja rasgada que le regaló su maestro, como prueba de que la voluntad de fuego de los ninjas de la generación anterior será heredada y bien cuidada por esta nueva generación. Como arma, ahora posee una espada, entendiendo así que aprendió de su maestro el arte del Kenjutsu.
En algún punto más adelante, en su enfrentamiento con Kawaki en los rostros de piedra de los Hokage con la Aldea hecha ruinas, Boruto luciría un chándal negro con rayas rojizas en sus mangas y antebrazos, un pantalón corto negro con un cinturón marrón y sandalias ninja del mismo color. Por encima llevaría su clásica capa negra con interior rosado, además de la banda ninja rasgada heredada de su maestro y su espada.

## Historia

### Epílogo
En la época durante la que su padre aún no era Hokage, Boruto utilizaba un chándal negro que tenía el símbolo del fuego en el lado izquierdo, la parte posterior portaba un símbolo parecido a un tornillo, sus pantalones eran de color negro y rayas rojas a los lados y vestía sandalias planas de color blanco. Años más tarde, cuando su padre se convirtió en Hokage, Boruto utiliza un chándal negro, corto, de cuello alto con fondo magenta, así como rayas magentas en las mangas y en la parte de las caderas. Lleva una camisa blanca bajo el chándal y un collar con un tornillo haciendo una referencia a su nombre. Además de pantalones negros y las típicas sandalias ninja color negro.
Posteriormente, ingresa a la Academia Ninja, siendo Shino Aburame su primer maestro. Al haber finalizado las clases de ese día, Boruto planea una travesura, por lo que sube a la Roca Hokage para vandalizarla escribiendo distintas cosas sobre los rostros de los siete Hokages, mientras esperaba a que su padre llegara, pues su objetivo consistía en llamar su atención, así, preparándose para lanzar un Shuriken es detenido por Naruto, quien lo detiene y reprende explicándole que está por asistir a una reunión importante al mismo tiempo que le ordena limpiar el desastre causado así como le insta a cuidar su aldea.

### Una nueva generación

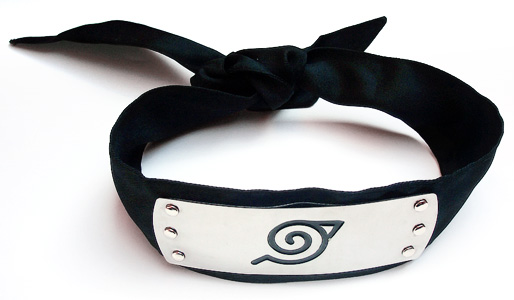
Imagen de un protector similar al usado por Boruto en la serie.

Boruto considera que Naruto antepone sus deberes en la aldea sobre los que debe su familia, por lo que se molesta con su padre al faltar a la celebración de Naruto sobre una inminente amenaza. Se acerca el tiempo en el que se realizará el próximo examen Chunin, por lo que Boruto pide a Sasuke que se convierta en su maestro a lo que el Uchiha responde que lo hará siempre y cuando pueda aprender a dominar el Rasengan, el pequeño Uzumaki dice que no es problema pues lo dominará en poco tiempo, para lograrlo, solicita la ayuda de Konohamaru. Su afán por obtener un rango mayor, le lleva a hacer trampa en el examen utilizando un dispositivo inventado por Katasuke llamado Kote, como consecuencia, Naruto le descalifica durante el combate con Shikadai Nara, hijo de Shikamaru y Temari. Tales acciones generan una discusión entre padre e hijo, que se ve interrumpida con la aparición de Momoshiki Ōtsutsuki y Kinshiki Ōtsutsuki, personajes de los que Sasuke advirtió a Naruto, los ataques tienen como objetivo principal el secuestro de Naruto y poder usar el chakra de Kurama para revitalizar al Shinju agonizante de la dimensión de donde proceden. 
Viendo a su padre arriesgando su vida para proteger a todos, un arrepentido Boruto convence a Sasuke ya los cinco Kages de unirse a ellos en la misión de rescate de Naruto. Boruto, Sasuke y los Kages viajan a otra dimensión para salvar a Naruto, el combate parece inclinarse a favor de los Kages y compañía, Momoshiki convierte a Kinshiki en una fruta de chakra para aumentar su fuerza, aun así, no resulta en rival suficiente para el ataque conjunto al que ya se ha sumado Naruto, para su mala fortuna, Katasuke interviene y ataca a Momoshiki haciendo uso de los jutsus contenidos en el Kote chakra que este último absorbe usando su rinnegan, lo que le proporciona energía para continuar luchando. Mientras Sasuke distrae a Momoshiki, un Naruto debilitado presta su chakra restante a Boruto y así formar un Chō Ōdama Rasengan para derrotar a Momoshiki. Aunque muere, notando el potencial sin explotar de su asesino, Momoshiki vive el tiempo suficiente para tener una conversación privada con Boruto en otro plano de la realidad y le advierte que pronto enfrentará momentos de mucha tribulación. Sin saber lo que le depara el futuro, Boruto acepta su destino.
Muchos años después, luego de ocurrida una total destrucción en Konoha, Boruto y Kawaki tendrían un encuentro en una destruida Roca Hokage. Kawaki le dice a Boruto que lo enviaría al mismo lugar que al Séptimo Hokage, volviendo su tatuaje de un color rojo declarando que la era de los ninjas había acabado, sin embargo, Boruto se coloca su banda ninja de Sasuke diciendo que él todavía era un ninja a su vez que activaba el "Kāma" y el "Jōgan", comenzando así su feroz batalla.